# جون هاميلتون (سياسي كندي)
جون هاميلتون (بالإنجليزية: John Hamilton)‏ هو سياسي كندي، ولد في 1802 في كوينزتون في كندا، وتوفي في 10 أكتوبر 1882. انتخب عضو مجلس الشيوخ الكندي (23 أكتوبر 1863 – 10 أكتوبر 1882).